# Liste öffentlicher Kneipp-Anlagen in der Freien Hansestadt Bremen
In der Liste öffentlicher Kneipp-Anlagen in der Freien Hansestadt Bremen sind Kneipp-Anlagen in der Freien Hansestadt Bremen aufgeführt. Sie ist primär nach Orten sortiert, unabhängig davon, ob es sich um Ortsteile, Gemeinden oder Städte handelt. Kneipp-Anlagen können laut Kneipp-Bund in Form von Wassertretanlagen oder Armbecken vorliegen und unterliegen grundsätzlich nicht der Trinkwasserverordnung. Kneipp-Anlagen werden häufig künstlich angelegt. Daneben gibt es in den natürlichen Verlauf von Fließgewässern eingebettete Wassertretstellen. Kneippen ist eine Behandlungsmethode der Hydrotherapie, die auf der Grundlage von Sebastian Kneipp angewendet wird. Hierbei wird in kaltem Wasser auf der Stelle geschritten. In Armbecken werden die Arme bis zur Mitte der Oberarme ins kalte Wasser getaucht. Der Artikel ist Teil der übergeordneten Liste öffentlicher Kneipp-Anlagen in Deutschland. Die Liste erhebt keinen Anspruch auf Vollständigkeit.

## Liste
Derzeit ist in der Freien Hansestadt Bremen eine öffentliche Kneipp-Anlage erfasst (Stand: 22. November 2018):
| Bild | Ortsteil | Stadt  | Beschreibung                                                  | ↴ Zufluss / ↳ Abfluss | Standort         |
| --- | -------- | ------ | ------------------------------------------------------------- | --------------------- | ---------------- |
| Bild gesucht Die Wikipedia wünscht sich an dieser Stelle ein Bild vom hier behandelten Ort. Weitere Infos zum Motiv findest du vielleicht auf der Diskussionsseite . Falls du dabei helfen möchtest, erklärt die Anleitung , wie das geht. BW | Tenever  | Bremen | Kneipp-Anlage Tenever auf dem Gelände der Egestorff-Stiftung. |                       | ⊙ Stiftungsweg 2 |